# Куэвас, Карлос
Карлос Куэвас Сисо (исп. Carlos Cuevas Sisó) — испанский актер телевидения, кино и театра, известный по ролям Биля Дельмаса в сериале «Вентделпла» и Пола Рубио в сериале «Мерли».

## Ранняя жизнь
Карлос Куэвас Сисо родился 27 декабря 1995 года в Монкада-и-Решаке (Барселона) в Каталонии, Испания. Начал сниматься в рекламе, когда ему было 5 лет. В 2002 году дебютировал в фильме Лидии Циммерман «Моя жизнь» с Наташей Яровенко и Марком Картесом в главных ролях. С 2004 года работал дублёром для рекламных кампаний на телевидении и радио, а также для фильмов. Начал свою карьеру в телевизионном мире в эпизоде «Трилиты», сериала TV3, созданного .
В 2005 году, в возрасте 9 лет, стал известен каталонской публике благодаря роли Биля Дельмаса в сериале «Вентделпла» на телеканале TV3, где появлялся до окончания сериала в 2010 году.

## Профессиональная карьера
В 2009 году он совершил свой первый набег на кино, сыграв Дэни в фильме Хави Хименеса «Пересечение границы», продюсера Filmax. В 2011 году вышел на сцену в Teatre Borràs сыграв вместе с Кларой Сегурой и Монтсе Веллвехи в пьесе Ричарда Нельсона «Мадам Мелвилл» в постановке Анхеля Льасера. В 2012 году в составе первого сезона детективного сериала Antena 3 «Луна, мистерио де Календа» сыграл Томаса, с такими актерами, как Оливия Молина и Альваро Сервантес. В конце того же года вернулся на сцену Национального театра Каталонии, где вместе с Альбертом Эспинозой, Жоаном Каррерасом и Гойкоэчеа и многими другими сыграл в пьесе «Наши тигры пьют молоко». Эспиноза говорит, что в спектакле создалась фиктивную семью, в которой собраны всё самое лучшее из каталонского театра.
С 8 мая по 22 июня 2013 года он снова работал с Эммой Виларасау, Мириам Искла, Анной Молинер, Хорди Банаколоча, Пепом Планасом, Пепой Лопесом и Хоаном Каррерасом, играя в пьесе «Барселона» режиссера Пере Риера, посвященной испанскому языку. Гражданская война, начавшаяся в день бомбардировки Барселоны франкистскими войсками. В 2015 году Карлос появился в фильме «Сейчас или никогда» режиссера Марии Риполл с Дани Ровира и Марией Вальверде в главных ролях. Также в том же году он присоединился к актерскому составу сериала TV3 «Мерли», где сыграл Пол Рубио. Сериал, из-за его большого признания среди каталонской публики, позже был дублирован на испанский язык для общенациональной трансляции в LaSexta.
В 2016 году Куэвас появился в эпизоде в сериале «Министерство времени» телеканала Televisión Española, где сыграл вымышленного успешного ютубера. В мае 2016 года появился в опере Шекспира «Ромео и Джульетта» в Espai La Seca в Барселоне вместе с Клаудией Бенито под руководством Марка Черне. В сентябре того же года он снова сыграл Пол Рубио во втором сезоне «Мерли». В октябре 2016 года он присоединился к актерскому составу восемнадцатого сезона сериала Televisión Española «Расскажи мне как это случилось», где играет Маркоса. Вместе со своим партнером по «Мерли», Элизабет Казановас [ес], он отвечал за встречу 2017 года в новогодней трансляции TV3.
В 2019 году Карлос появляется в сериале производства Bambú Producciones для Antena 3 «45 революций», в котором актёр играет роль Робера, и продолжении «Мерли», «Мерли: Решись быть мудрым», который вышел на Movistar +, у которого на данный момент вышло два сезона.
В 2019 году Куэвас сыграл в фильме «Кто-то должен умереть», созданного и снятого Маноло Каро для Netflix, который вышел в конце 2020 года.

## Фильмография

### Телевидение
| Год       | Название                       | Роль                     | Канал     | Примечание               |
| --------- | ------------------------------ | ------------------------ | --------- | ------------------------ |
| 2003      | Трилита                        |                          | TV3       | 1 эпизод                 |
| 2005–2010 | Вентделпла                     | Biel Delmàs              | TV3       | Главный герой            |
| 2012      | Луна, мистерио де Календа      | Томас                    | Antena 3  | Второстепенный персонаж  |
| 2015–2017 | Мерли                          | Пол Рубио                | TV3       | Главный герой            |
| 2016      | Em dic Manel!                  |                          | TV3       | Второстепенный персонаж  |
| 2016      | Министерство времени           | Javier Jiménez "Nexus 6" | La 1      | 3 эпизода                |
| 2016–2017 | Новогодние куранты             | Себя                     | TV3       | Играл себя               |
| 2017–2019 | Расскажи мне как это случилось | Marcos García de Blas    | La 1      | Второстепенный персонаж  |
| 2017–2018 | Новогодние куранты             | Себя                     | TV3       | Играл себя               |
| 2019      | 45 оборотов в минуту           | Roberto Aguirre          | Antena 3  | Главный герой            |
| 2019—     | Мерли: Решись быть мудрым      | Пол Рубио                | Movistar+ | Главный герой            |
| 2020      | Идхунские Хроники              | Alsan                    | Netflix   | Главный герой; голос     |
| 2020      | Кто-то должен умереть          | Alonso Aldama            | Netflix   | Главный герой; 3 эпизода |
| 2021      | Леонардо                       | Салаи                    |           |                          |
| 2022      | Smiley                         | Alex                     | Netflix   | Главный герой            |

### Кино
| Год  | Название                 | Роль          | Режиссёр      |
| ---- | ------------------------ | ------------- | ------------- |
| 2002 | La mujer de hielo        | Joan          |               |
| 2010 | Cruzando el límite       | Dani          | Xavi Giménez  |
| 2014 | Barcelona                | Tinet         | Àngel Biescas |
| 2015 | Ahora o nunca            | Dani          | María Ripoll  |
| 2019 | Gente que viene y bah    | León          | Patricia Font |
| 2020 | Лето, в котором мы живём | Карлос Медина | Карлос Штабес |

### Театр
| Год  | Название                      | Роль  | Режиссёр        |
| ---- | ----------------------------- | ----- | --------------- |
| 2011 | Madame Melville               |       | Àngel Llàcer    |
| 2012 | Els nostres tigres beuen llet | Rocco | Albert Espinosa |
| 2016 | Ромео и Джульетта             | Ромео | Marc Chornet    |